# ROPO
ROPO (от англ. Research online, purchase offline — «ищи онлайн, покупай офлайн») процесс поиска в интернете для получения необходимой информации о товаре перед покупкой не в сети.

## ROPO в онлайн-маркетинге
Согласно исследованиям компании Google, по данным на 2010 год, на территории Евросоюза доля покупок в офлайн магазинах, совершенных после предварительного поиска в интернете, составляет 37 % от общего числа.
В Германии, продажи совершенные в офлайн под влиянием Интернета, составляют 61 %, в Великобритании — 36 %, в Нидерландах — 8 %. В Великобритании ROPO-бизнес приносит около 36 млрд фунтов в год в таких категориях, как потребительские товары, ритейл, развлечения и финансовый сектор. (Think Insight, Google). В то же время, в России эффект ROPO наиболее заметен в туристическом секторе, при покупке финансовых услуг и электроники. (AMRY Research, Коммерсант). Значение показателя ROPO для России выше, чем для других стран — 73 % товаров, найденных в интернете, покупается офлайн. (Forbes)

## ROPO-эффект в действии
Развитие концепции ROPO специалисты онлайн-маркетинга связывают с растущей популярностью мобильных устройств с возможностью выхода в интернет в любое время, в любом месте. Покупатели используют гаджеты, чтобы найти необходимую им вещь. Это и есть ROPO-эффект в действии, потребитель ищет в сети то, что может купить прямо сейчас в магазине.

## Публикации в СМИ
- Феномен ROPO: ищем онлайн, покупаем офлайн — «Финам»
- What does ROPO theory mean for your business? — «Businessrevieweurope»  (англ.)
- The ROPO Effect: Measure, Search & Destroy — «Search Engine Watch» Архивная копия от 14 ноября 2012 на Wayback Machine  (англ.)
- ROPO — Research Online Purchase Offline — «Searchmuse.com» Архивная копия от 28 сентября 2012 на Wayback Machine  (англ.)